# Östslaver

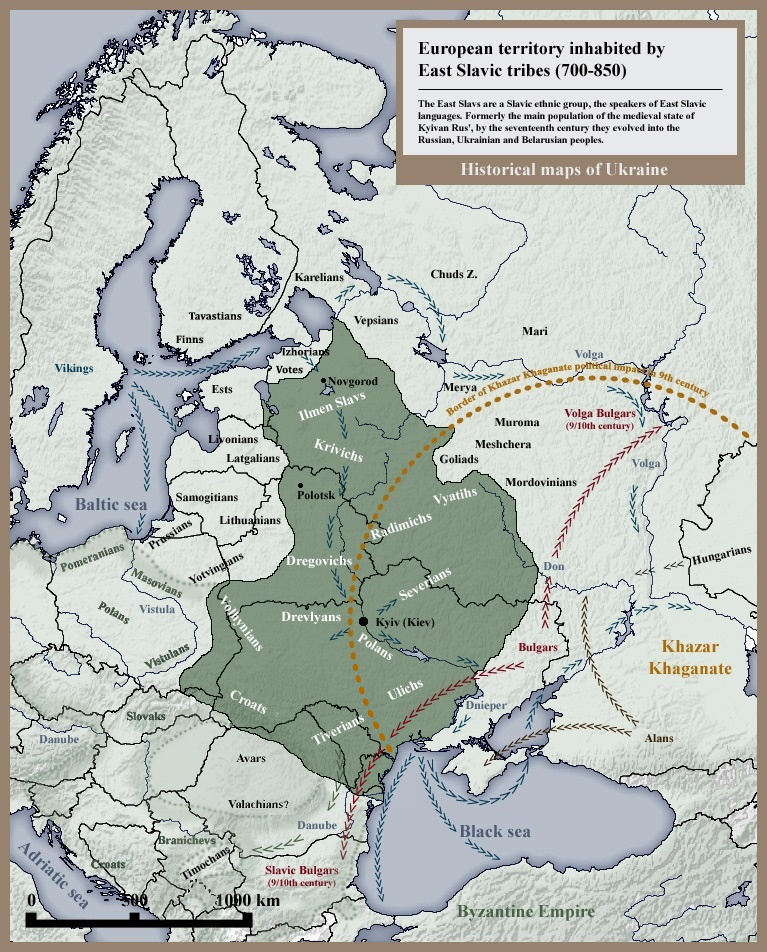
Östslaver (8 ct)

Östslaver kallas den slaviska grupp som talar östslaviska språk och bor i de östligaste delarna av Europa. Till dessa räknas ryssar, belarusier, ukrainare, ofta rusiner och det historiska folket poljaner.